# Stefan Wierzbowski (1666–1713)
Stefan Wierzbowski (ur. ok. 1666 roku w Gnieźnie, zm. w 1712 roku) – polski duchowny rzymskokatolicki, biskup pomocniczy warmiński, kantor gnieźnieński i warszawski, kanonik poznański, oficjał warszawski, dziekan płocki.

## Życiorys
21 lipca 1710 papież Klemens XI prekonizował go biskupem pomocniczym warmińskim oraz biskupem in partibus infidelium dardanuskim. Brak informacji kiedy i od kogo przyjął sakrę biskupią, jednak musiało to mieć miejsce przed 12 lipca 1711, gdy jako współkonsekrator wziął udział w sakrze biskupa bakowskiego Jana Lubienieckiego OP.